# Pädagogische Hochschule Fukuoka

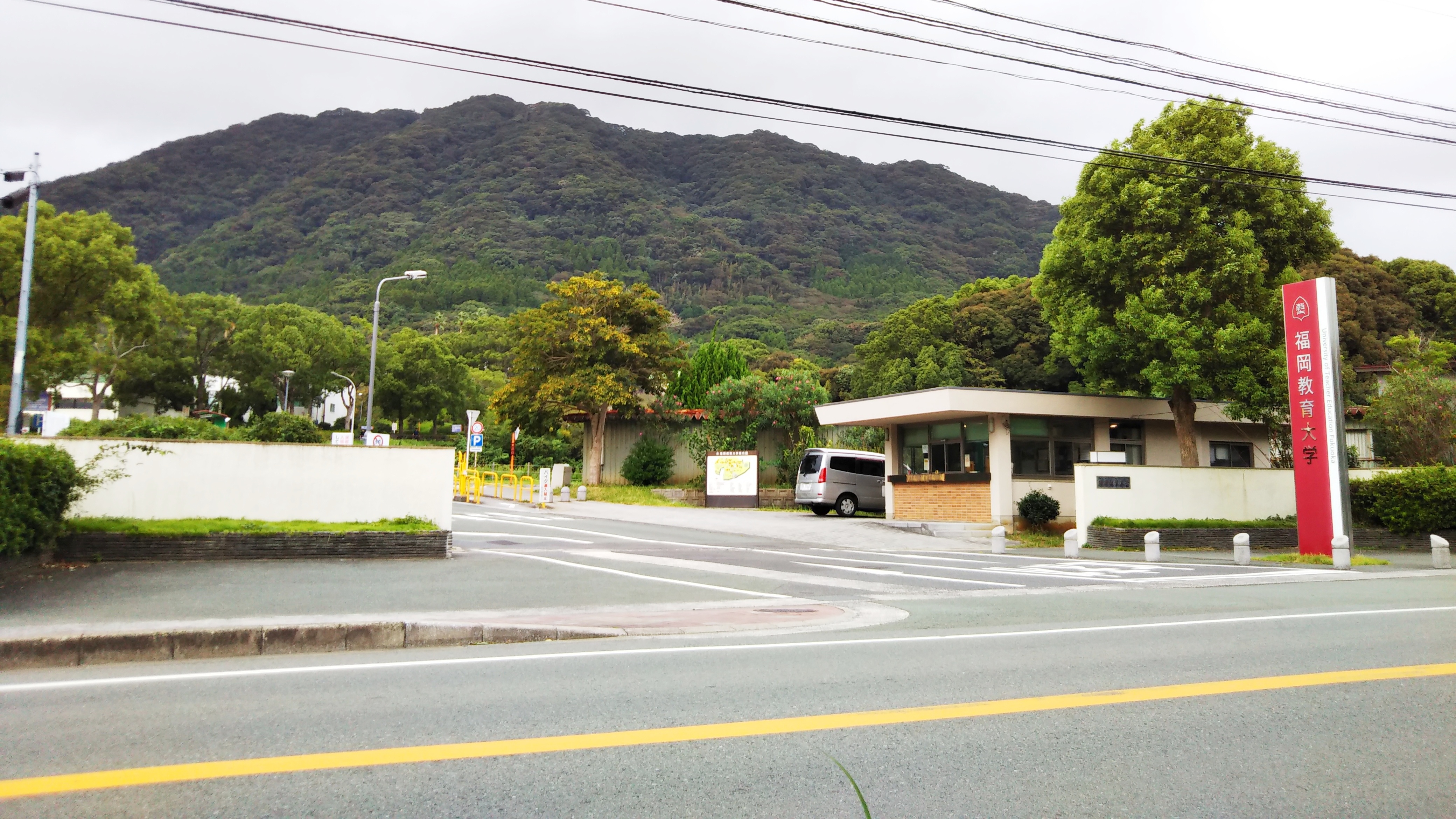
Haupttor

Die Pädagogische Hochschule Fukuoka (jap. 福岡教育大学, Fukuoka kyōiku daigaku; engl. Fukuoka University of Education, kurz: Fukkyōdai (福教大)) ist eine staatliche pädagogische Hochschule in Japan. Der Hauptcampus liegt in Munakata in der Präfektur Fukuoka.

## Geschichte
Die Hochschule wurde 1949 durch den Zusammenschluss der drei staatlichen Normalschulen gegründet. Die drei waren:
- die Erste Normalschule Fukuoka (福岡第一師範学校, Fukuoka dai-ichi shihan gakkō, in Fukuoka, gegründet 1873),
- die Zweite Normalschule Fukuoka (福岡第二師範学校, Fukuoka dai-ni shihan gakkō, in Kokura (Kitakyūshū), gegründet 1908), und
- die Jugend-Normalschule Fukuoka (福岡青年師範学校, Fukuoka seinen shihan gakkō, in Kurume, gegründet 1921).

### Erste Normalschule Fukuoka
Die Normalschule wurde 1873 als präfekturale Lehrerbildungsanstalt gegründet. 1903 wurde die Abteilung für Frauen eine unabhängige Frauen-Normalschule. 1908 wurde die Normalschule (Männer) in Präfekturale Normalschule Fukuoka (福岡県福岡師範学校, Fukuoka-ken Fukuoka shihan gakkō) umbenannt.
1943 wurden die präfekturalen Männer- und Frauen-Normalschulen zur staatlichen Ersten Normalschule Fukuoka zusammengelegt. Im Juni 1945 während des Pazifikkriegs wurden die Schulgebäude der Frauen-Abteilung zerstört; 1946 zog die Abteilung nach Kurume, in die ehemalige Militärbasis um.
In den ehemaligen Campus der Ersten Normalschule Fukuoka liegen heute die angegliederten Grund- und Mittelschulen der Pädagogischen Hochschule Fukuoka (Fukuoka: 33° 35′ 44,4″ N, 130° 22′ 25,2″ O; Kurume: 33° 17′ 38,8″ N, 130° 31′ 1″ O).

### Zweite Normalschule Fukuoka
Die Normalschule wurde 1908 unter dem Namen Präfekturale Normalschule Kokura (福岡県小倉師範学校, Fukuoka-ken Kokura shihan gakkō) gegründet. Sie war eine Schule nur für Männer. 1943 wurde sie eine staatliche Fachhochschule erhoben und in Zweite Normalschule Fukuoka umbenannt. Im April 1945 wurde die Abteilung für Frauen in Tagawa gegründet.
Im ehemaligen Campus der Zweiten Normalschule Fukuoka (Männer) liegen heute die angegliederten Grund- und Mittelschulen der Pädagogischen Hochschule Fukuoka (33° 52′ 48,7″ N, 130° 53′ 55,2″ O). Der Sitz der Frauen-Abteilung ist heute der Campus der Präfekturuniversität Fukuoka (福岡県立大学, Fukuoka-kenritsu daigaku, 33° 38′ 56,2″ N, 130° 48′ 55,7″ O).

### Jugend-Normalschule Fukuoka
Die Jugend-Normalschule wurde 1921 als Ausbildungsanstalt der Lehrer an den Fortbildungsschulen gegründet. 1935 wurde sie eine Ausbildungsanstalt der Lehrer an den Jugendschulen. 1944 wurde sie zur staatlichen Jugend-Normalschule Fukuoka erhoben. 1947 zog sie aus Chikugo nach Kurume, in den ehemaligen Sitz einer Panzer-Regiment um (33° 17′ 27,5″ N, 130° 32′ 54,6″ O).

### Pädagogische Hochschule Fukuoka
Die Hochschule wurde 1949 als Hochschule für Liberal Arts Fukuoka (福岡学芸大学, Fukuoka gakugei daigaku) eröffnet. Sie hatte zuerst fünf Zweigschulen in Fukuoka, Kokura (Kitakyūshū), Tagawa und Kurume (zwei). 1966 wurde sie in Pädagogische Hochschule Fukuoka umbenannt, und die Standorte wurden zur heutigen Munakata-Campus zusammengelegt. 1990 gründete sie die Graduate School (Masterstudiengänge).

## Fakultäten
- Fakultät für Pädagogik
  - Studiengang für Grundschullehrerausbildung
  - Studiengang für Mittelschullehrerausbildung
  - Studiengang für Sonderschullehrerausbildung
  - Studiengänge für Wohlfahrtsbildung und Kulturstudien (jap. 共生社会教育課程, engl. Program of Coexistence Education)
  - Studiengänge für Umweltstudien und Informatikbildung (jap. 環境情報教育課程, engl. Program of Environment and Information Education)
  - Studiengänge für Sport und Kunst